# Hechos 22

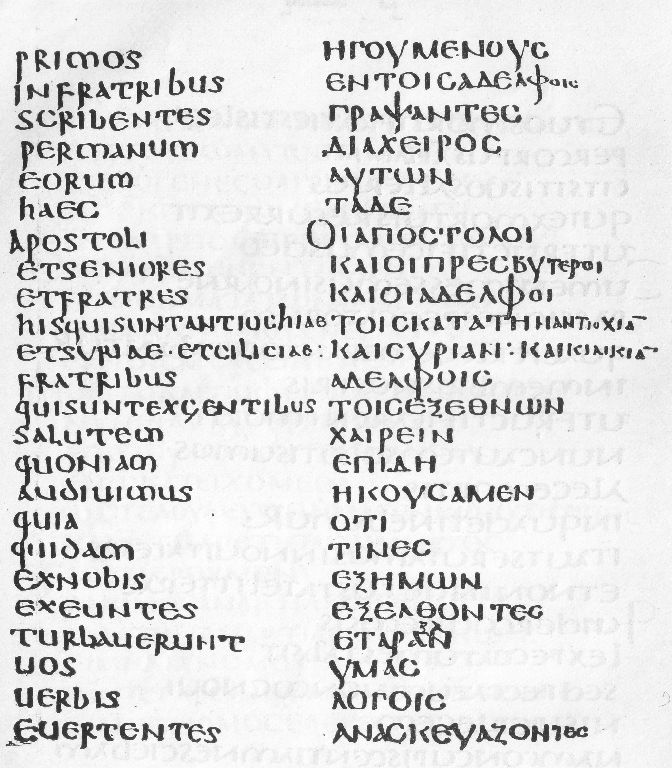
Hechos 15:22-24 en latín (columna izquierda) y griego (columna derecha) en el Códice Laudiano, escrito hacia el año 550 d.C.

Hechos 22 es el vigésimo segundo capítulo de los Hechos de los Apóstoles del Nuevo Testamento de la  Bibliacristiana. Registra los acontecimientos que condujeron al encarcelamiento de Pablo en Jerusalén. El autor del libro que contiene este capítulo es anónimo, pero la tradición cristiana primitiva afirmó uniformemente que Lucas compuso este libro así como el Evangelio de Lucas.

## Texto
El texto original fue escrito en griego koiné. Este capítulo está dividido en 30 Versículos.

### Testigos textuales
Algunos manuscritos tempranos que contienen el texto de este capítulo son:
- Codex Vaticanus (325-350 d. C.)
- Codex Sinaiticus (330-360)
- Codex Bezae (~400)
- Codex Alexandrinus (400-440)
- Codex Ephraemi Rescriptus (~450; Versículos 21-30 existentes)
- Codex Laudianus (~550)

## Localizaciones
Los acontecimientos de este capítulo tuvieron lugar en Jerusalén. En este capítulo también se mencionan algunos otros lugares:
- Cilicia
- Damasco
- Nazaret
- Tarso (Turquía)

## Discurso de Pablo en el Templo (Versículos 1-21)
Esta parte contiene el primero de una serie de discursos apologéticos de Pablo (versículo 1: «... a vosotros ahora en [mi] defensa», griego: προς υμας νυνι απολογιας, pros humas nuni apologias). Las palabras de apertura de Pablo utilizan el lenguaje y la dirección diseñados para subrayar una comunalidad con su audiencia (versículos 1-2), y para enfatizar que él, como ellos, es un «fanático de Dios» (versículo 3) con una «estricta educación de seminario arraigada en Jerusalén»; ambos son consistentes con las propias afirmaciones de Pablo sobre su educación en Gálatas 1:13-14.

### Versículo 1
Varones hermanos y padres, oíd mi defensa que ahora os hago.
El discurso a «hombres, hermanos y padres» coincide con las palabras iniciales utilizadas por Esteban en su discurso al Sanedrín en Hechos 7:2.

### Versículo 3
[Pablo dijo:] «En verdad soy judío, nacido en Tarso de Cilicia, pero criado en esta ciudad a los pies de Gamaliel, enseñado según el rigor de la ley de nuestros padres, y era celoso hacia Dios como todos vosotros lo son hoy.»
- «Esta ciudad»: se refiere a Jerusalén. Un argumento alternativo, que «esta ciudad» se refiere a Tarso, no concuerda con el argumento de Pablo aquí.[3]

### Versículo 8
[Pablo dijo:] Entonces le respondí: “¿Quién eres Tú, Señor?” Y Él me dijo: 'Yo soy Jesús de Nazaret, a quien tú persigues'
El registro detallado de la historia de la conversión de Pablo aquí indica que este relato es importante para Lucas, incluso con algunas diferencias respecto al registro en Lucas 9, arrojando así 'una luz interesante sobre la práctica de Lucas como narrador', que 'no ve ninguna dificultad en el hecho de que la historia contada de nuevo sea ligeramente diferente cada vez'. La historia se repite además en Hechos 26.

### Versículo 12
[Pablo dijo:] «Entonces un cierto Ananías, hombre piadoso según la ley, que tenía buen testimonio ante todos los judíos que moraban allí,»
- «Ananías»: a Pablo se le dan un poco más de detalles de fondo en comparación con el relato anterior en el capítulo 9, lo cual es «relevante para su afirmación de estar trabajando dentro de un marco de judaísmo observante».[3]

### Versículo 16
[Pablo volvió a contar que Ananías le dijo:] "Y ahora, ¿qué esperas? Levántate y bautízate, y lava tus pecados, invocando el nombre del Señor."“”
- Bautizarse": En Lucas 9, el significado del bautismo sólo se aludía brevemente sin explicación, pero aquí se hace explícito: 'tiene que ver con la limpieza del pecado y con invocar el nombre de Cristo'.[3]

### Versículos 17-18
[Pablo dijo:]"17Y sucedió que, cuando regresé a Jerusalén y estaba orando en el templo, quedé en trance 18 y vi que me decía: "Date prisa y sal pronto de Jerusalén, porque no recibirán tu testimonio acerca de mí"
- «Volví a Jerusalén»: probablemente se refiere a la visita de Hechos 9:26, y Gálatas 1:18.[5]

## Comentario a los versículos 1-21
En el discurso de Pablo dirigido a los judíos de Jerusalén, Lucas relata la primera de las tres defensas personales del Apóstol, en las que intenta demostrar que el cristianismo no es digno de la hostilidad de los judíos ni del temor de los romanos. Pablo se presenta como un judío devoto, respetuoso de su pueblo y sus tradiciones, tratando de hacer entender a sus compatriotas que su conversión a Jesús no es un rechazo de sus raíces, sino el resultado de motivos profundos e irresistibles. Su objetivo es que los judíos comprendan que su fe en Cristo no va en contra de su identidad judía, sino que está fundada en una experiencia personal transformadora.

Muchos —dice Orígenes— han venido al cristianismo como si fuera contra su voluntad, pues cierto espíritu, apareciéndoseles en sueños o despiertos, mudó súbitamente su mente y, de odiar al Verbo, pasaron a morir por Él. 

El discurso de Pablo a los judíos de Jerusalén no es una defensa formal frente a las acusaciones de sacrilegio, sino una oportunidad para dar testimonio de Jesucristo. Pablo no se centra en refutar las acusaciones, sino en compartir su experiencia personal y legitimar su conducta como una obediencia a los mandatos divinos. Es un llamado a sus oyentes para que escuchen y obedezcan la voz del Señor.
Al narrar su conversión en el camino a Damasco, Pablo introduce detalles que no aparecen en los otros relatos, como que la visión ocurrió al mediodía y que Jesús se identificó como Nazareno. Lo más relevante es su mención de un regreso a Jerusalén tres años después de su conversión, donde, orando en el Templo, tuvo un éxtasis y una visión de Jesús que le encomendaba una misión especial: llevar el mensaje a los gentiles. Este momento no es de consuelo para Pablo, sino de envío a una tarea crucial, marcando su misión universalista.

Siempre hemos visto que los que más cercanos anduvieron a Cristo nuestro Señor fueron los de mayores trabajos: miremos los que pasó su gloriosa Madre y los gloriosos apóstoles. ¿Cómo pensáis que pudiera sufrir San Pablo tan grandísimos trabajos? Por él podemos ver qué efectos hacen las verdaderas visiones y contemplación, cuando es de nuestro Señor y no imaginación o engaño del demonio. ¿Por ventura escondióse con ellas para gozar de aquellos regalos y no entender en otra cosa? Ya lo veis, que no tuvo día de descanso, a lo que podemos entender, y tampoco le debía tener de noche, pues en ella ganaba lo que había de comer.

## Pablo el romano (versículos 22-29)
Cuando Pablo mencionó a los gentiles, el público volvió a agitarse y a comportarse de forma alborotada (Versículos 22-23), por lo que el tribuno decide llevarse a Pablo para interrogarlo más a fondo en el cuartel, es decir, 'el examen de testigos mediante tortura' (Versículo 24), que era una práctica rutinaria tanto en el sistema judicial griego como en el romano. En el último momento, Pablo revela algo más de su condición de ciudadano (versículo 25) que 'produce consternación y espanto entre los soldados y funcionarios menores en cuyas manos ha caído' (versículos 26-29).

### Versículo 28
El comandante respondió: «Con una gran suma obtuve esta ciudadanía».
Y Pablo dijo: «Pero yo nací ciudadano.»
La afirmación de Pablo de ser «nacido libre» aquí significa que su estatus de ciudadanía «se remonta al menos a la generación de su padre, posiblemente antes, al período de las guerras civiles, cuando los generales romanos concedieron la ciudadanía a una serie de individuos y asociaciones del este griego que habían apoyado su causa». La condición de ciudadano del tribuno (cuyo nombre es Claudio Lisias; cf. Hechos 23:26) se corresponde con el registro de «la creciente laxitud de las concesiones de ciudadanía, de las que se informaba ampliamente que se podían obtener libremente por dinero» durante el reinado de Claudio. César (Dió Casio, 60. 17.5-6).

### Comentarios a los versículos 22-29
La práctica de la justicia romana tenía previsto la aplicación de azotes como medio para conseguir la confesión de sospechosos y esclavos. Al hacer valer Pablo su condición de ciudadano romano —como en Filipos (cfr 16,37), aunque ahora se anticipa a las intenciones de sus captores y evita la flagelación—, es posible que el tribuno convoque al Sanedrín simplemente para informarse de los motivos de acusación contra el Apóstol.

## Pablo llevado ante el sanedrín (Versículo 30)
El tribuno «ordenó» que el sanedrín se reuniera, aunque sólo a título consultivo, para «ayudarle a determinar si Pablo tenía o no un caso al que responder en la ley judía».

### Comentario a los versículos 30 y siguientes de Hechos 23
En el libro de los Hechos, Lucas traza paralelismos entre los acontecimientos en la vida de Pablo y los de Jesús. Un ejemplo notable es la bofetada que Pablo recibe por orden del sumo sacerdote durante su juicio ante el Sanedrín, similar a lo que ocurrió a Jesús cuando fue interrogado. En este caso, el sumo sacerdote que ordena la agresión es Ananías, quien no debe confundirse con Anás, mencionado en otros pasajes. Ananías, conocido por su temperamento violento, insolente y colérico según Flavio Josefo, fue sumo sacerdote entre los años 47 y 58, y murió asesinado en el 66 por sus compatriotas.
Sin embargo, a partir de ese momento, los procesos de Jesús y Pablo toman caminos distintos. Mientras que Jesús permaneció en silencio ante sus acusadores, Pablo emplea una táctica diferente al provocar una disputa teológica entre los fariseos y saduceos presentes en el tribunal, lo que le permite evitar una condena inmediata. Pablo, consciente de que su misión aún no ha terminado, sigue confiando en el plan de Dios, quien le ha destinado a dar testimonio del Evangelio en Roma, lo que se menciona claramente como su próximo destino.